# Mimi Rogers
Mimi Rogers (* 27. ledna 1956, Coral Gables, USA) je americká herečka a producentka.
Je potřetí vdaná; jejím druhým manželem byl v letech 1987 až 1990 herec Tom Cruise.

## Filmografie (výběr)
- Chytrák (1987)
- Quinnův případ (1989)
- The Doors (film) (1991)
- Příběhy ze záhrobí (1992)
- Můj nejmilejší bar (1996)
- Austin Powers: Špionátor (1997)
- Ztraceni ve vesmíru (1998)
- Akta X (1998–99)
- Ďáblova čísla (1999),napsala příběh a režisérka
- Velmi nebezpečné známosti 2 (2000)
- Dawsonův svět (2003)
- Ničivé tornádo (2008)
- Tatík Hill a spol.

(2010)
- Dva a půl chlapa (2011–15)
- Druhá šance (2012)
- Námořní vyšetřovací služba (2015)
- Šílenci z Manhattanu (2015)